# رن‌جون
هوانگ رن‌جون (چینی: 黄仁俊؛ زادهٔ ۲۳ مارس ۲۰۰۰) که با نام رن‌جون (انگلیسی: Renjun) شناخته می‌شود، خواننده و رقصنده اهل چین است. رن‌جون یکی از اعضای گروه پسرانه کره‌ای ان‌سی‌تی زیر نظر اس‌ام انترتینمنت است. او در اوت ۲۰۱۶ به عنوان عضو زیرگروه ان‌سی‌تی به نام ان‌سی‌تی دریم فعالیتش را آغاز کرد.

## اوایل زندگی
رن‌جون زادهٔ جی‌لین، استان جی‌لین، چین در ۲۳ مارس ۲۰۰۰ و تنها فرزند خانواده‌اش است. به دلیل علاقه‌اش و زندگی در آن بخش از چین، از سن کودکی با زبان و فرهنگ کره‌ای آشنا شده است. او در مدرسه راهنمایی جیلین تحصیل کرده است و پس از آغاز فعالیت با ان‌سی‌تی، رن‌جون و هم‌گروهی‌اش چنلو در دبیرستان آکادمی موسیقی معاصر پکن در سال ۲۰۱۷ ثبت نام کردند. ترانهٔ «شروع جدید» به عنوان بخشی از پروژهٔ آنها در این مدرسه ساخته شده است.

## حرفه

### ۲۰۱۵–اکنون: آغاز فعالیت با ان‌سی‌تی و ان‌سی‌تی دریم
رن‌جون در سال ۲۰۱۵ کارآموز اس‌ام انترتینمنت شد.
در ۲۱ اوت ۲۰۱۶، تصویر کانسپت فردی رن‌جون برای سومین زیرگروه ان‌سی‌تی به نام ان‌سی‌تی دریم منتشر شد که نشان دهندهٔ شروع فعالیت این گروه بود. این نخستین حضور رن‌جون به عنوان عضوی از گروه بود.
در ۲۵ اوت ۲۰۱۶، این گروه با اجرای تک‌آهنگ «Chewing Gum» در برنامه ام کانت‌داون به صورت رسمی فعالیتش را آغاز کرد.
در ۵ اوت ۲۰۱۹، رن‌جون به عنوان دی‌جی در برنامه رادیویی یه‌دونگ سئول حضور پیدا کرد.

## ترانه‌شناسی

### تک‌آهنگ‌ها
| سال                                                                          | عنوان | بالاترین جایگاه | آلبوم                                 |
| سال                                                                          | عنوان | کره جنوبی       | آلبوم                                 |
| ---------------------------------------------------------------------------- | ----- | --------------- | ------------------------------------- |
| «شروع جدید» (新的开始؛ New Beginning)                                        | ۲۰۲۰  | —               | تک‌آهنگ‌های خارج از آلبوم               |
| «خداحافظ» (12월의 인사؛ Goodbye) (به همراه سانی، جونگ‌وو)                     | ۲۰۲۱  | —               | ۲۰۲۱ وینتر اس‌ام تاون: اس‌ام‌سی‌یو اکسپرس |
| «خوشحال‌تر» (Happier) (به همراه کانگ‌تا، یه‌سونگ، سوهو، ته‌ایل)                  | ۲۰۲۲  | —               | ۲۰۲۲ وینتر اس‌ام تاون: اس‌ام‌سی‌یو پَلِس    |
| نشانهٔ «—» مواردی را نشان می‌دهد که در آن کشور منتشر نشده یا به جدول نرسیده‌اند |       |                 |                                       |

## فیلم‌شناسی

### برنامه تلویزیونی
| سال  | عنوان                          | توضیحات                   | منابع         |
| ---- | ------------------------------ | ------------------------- | ------------- |
| ۲۰۱۹ | قهرمانی دو و میدانی آیدل استار | ورزش‌های الکترونیک         | [ ۸ ] [ ۹ ]   |
| ۲۰۲۰ | قهرمانی دو و میدانی آیدل استار | قهرمانی ورزش‌های الکترونیک | [ ۱۰ ] [ ۱۱ ] |

### برنامه رادیویی
| سال       | عنوان       | منابع |
| --------- | ----------- | ----- |
| ۲۰۱۹–۲۰۲۰ | یه‌دونگ سئول | [ ۷ ] |